# Edvin Crona
Edvin Mulle Vilhelm Crona (25 gennaio 2000) è un calciatore svedese, attaccante dell'IFK Berga.

## Caratteristiche tecniche
È un centravanti.

## Carriera

### Club
Cresciuto nei settori giovanili di Ljungbyholms GoIF e Kalmar, ha esordito in prima squadra il 24 aprile 2017 in occasione dell'incontro di Allsvenskan perso 3-0 contro il Sirius. Nell'arco di quella stagione ha totalizzato cinque presenze in campionato, mentre nel campionato seguente non è mai sceso in campo.
Ha iniziato la stagione 2019 in prestito all'Oskarshamns AIK, squadra di terza serie in cui non ha collezionato presenze, quindi nel successivo mese di luglio è passato all'IFK Värnamo, anche in questo caso in prestito e in terza serie. In maglia biancoblu ha segnato 3 reti in 7 presenze. Il 10 novembre 2019 ha fatto anche una breve apparizione con il Kalmar nella sfida di ritorno degli spareggi salvezza superati contro il Brage.
Rientrato definitivamente al Kalmar, ha disputato l'Allsvenskan 2020 segnando 2 reti in 23 partite, 8 delle quali da titolare. La sua stagione si è chiusa nuovamente con una presenza negli spareggi salvezza, superati questa volta contro lo Jönköpings Södra.
Il 24 maggio 2021, al fine di trovare maggiore spazio, è tornato in prestito all'Oskarshamns AIK nella terza serie nazionale, dove ha giocato 17 partite e segnato 4 reti. La stagione 2022 l'ha trascorsa anch'essa in prestito in terza serie, ma questa volta all'Åtvidaberg, con cui ha totalizzato 23 presenze e 3 gol. In vista dell'annata 2023, Crona ha iniziato un nuovo prestito all'Oskarshamns AIK, squadra che nel frattempo era rimasta in terza serie. Con 9 reti in 28 partite nell'Ettan 2023, ha contribuito al raggiungimento della salvezza. A fine stagione, nel novembre 2023, il Kalmar (club proprietario del suo cartellino) ha annunciato che non avrebbe rinnovato il contratto in scadenza di Crona.
Il 5 febbraio 2024 è stato ingaggiato con un contratto annuale dal club finlandese del Jaro, militante nella seconda serie nazionale.

## Statistiche
Statistiche aggiornate al 10 novembre 2020.

### Presenze e reti nei club
| Stagione        | Squadra         | Campionato      | Campionato | Campionato | Coppe nazionali | Coppe nazionali | Coppe nazionali | Coppe continentali | Coppe continentali | Coppe continentali | Altre coppe | Altre coppe | Altre coppe | Totale | Totale | Totale |
| Stagione        | Squadra         | Comp            | Pres       | Reti       | Comp            | Pres            | Reti            | Comp               | Pres               | Reti               | Comp        | Pres        | Reti        | Pres   | Reti   |        |
| --------------- | --------------- | --------------- | ---------- | ---------- | --------------- | --------------- | --------------- | ------------------ | ------------------ | ------------------ | ----------- | ----------- | ----------- | ------ | ------ | ------ |
| 2017            | Kalmar          | A               | 5          | 0          | CS              | 0               | 0               |                    | -                  | -                  |             | -           | -           | 5      | 0      |        |
| 2019            | IFK Värnamo     | S1              | 7          | 3          | CS              | 0               | 0               |                    | -                  | -                  |             | -           | -           | 7      | 3      |        |
| 2019            | Kalmar          | A               | 0+1        | 0          | CS              | 3               | 0               |                    | -                  | -                  |             | -           | -           | 4      | 0      |        |
| 2020            | Kalmar          | A               | 22         | 2          | CS              | 1               | 1               |                    | -                  | -                  |             | -           | -           | 23     | 3      |        |
| Totale carriera | Totale carriera | Totale carriera | 35         | 5          |                 | 4               | 1               |                    | -                  | -                  |             | -           | -           | 39     | 6      |        |